# Vicia tibetica
Vicia tibetica är en ärtväxtart som beskrevs av Cecil Ernest Claude Fischer. Vicia tibetica ingår i släktet vickrar, och familjen ärtväxter. Inga underarter finns listade i Catalogue of Life.